# Grażyna Orlińska
Grażyna Orlińska (ur. 9 lipca 1956 w Ząbkach) – polska poetka, autorka tekstów piosenek, scenarzystka, jurorka festiwali muzycznych, członek ZAKR i ZAiKS. Stypendystka i laureatka nagrody Ministra Kultury i Dziedzictwa Narodowego.

## Życiorys
Na początku lat 80. związana z warszawskim środowiskiem młodoliterackim i grupami poetyckimi działającymi przy Staromiejskim Domu Kultury. Z tego okresu pochodzą pierwsze, poetyckie, publikacje prasowe, spotkania autorskie oraz nagroda za cykl wierszy inspirowanych twórczością E. Muncha. W roku 1993 debiut książkowy – tomik „Kształt nieistnienia”.
Jako autorka tekstów piosenek debiutowała w roku 1984. utworem „I ty któregoś dnia” z muzyką Ryszarda Poznakowskiego. Był to początek ich wieloletniej współpracy, która zaowocowała licznymi przebojami (m.in. „Chałupy welcome to” – przebój lata 1985). Przez jeden sezon, jako kierownik literacki i autorka, związana była z kabaretem popularnego Wicherka (Czesława Nowickiego).
Jest bohaterką i współscenarzystką programów telewizyjnych w reżyserii Anny Barcikowskiej „Jestem tekstylna” i „Bez makijażu” oraz radiowego reportażu autorstwa Hanny Wilczyńskiej-Toczko (Radio Gdańsk) „Grażyny Orlińskiej klimaty sopockie”.
Pisała teksty piosenek do spektakli teatralnych (m.in. T. Syrena w Warszawie oraz Teatr im. Jaracza w Olsztynie). W roku 2000, w sopockim Teatrze Atelier im. Agnieszki Osieckiej miała miejsce premiera, napisanego dla Marka Richtera, monodramu muzycznego „To miał być żart”, skomponowanego i wyreżyserowanego przez Ewę Kornecką.
Jest autorką tłumaczenia, a także współscenarzystką polskiej adaptacji spektaklu teatralnego dla dzieci „I’ll never be alone, czyli Muminek i mleko” wg Tove Jansson, miniform teatralnych „Splot” oraz „Spełni się – nie spełni”, nagradzanych na przeglądach teatrów młodzieżowych, jak również licznych piosenek dla dzieci (m.in. z płyt „Kołysankowo” i „Herbaciany zapach róż”). Współpracowała z wydawnictwem „Nowa Era”, pisząc teksty do podręczników muzycznych. Do powstałego w 2005 roku serialu tv „Pełną parą” napisała piosenkę tytułową (muz. Tomasz „Snake” Kamiński). Jest autorką tekstu oficjalnego hymnu Sopotu „Ave Sopot” (muz. Agnieszka Szydłowska).
Stworzyła także libretta musicali „Żółta Dama – legenda muzyczna” oraz „Mała Syrenka”. „Żółta Dama” z muzyką Mikołaja Hertla w reżyserii Karola Urbańskiego miała premierę 26 listopada 2021 r. w Mazowieckim Teatrze Muzycznym i w 2022 r. została uznana przez kapitułę Teatralnej Nagrody Muzycznej im. Jana Kiepury za najlepszy spektakl dla młodego widza. Premiera musicalu „Mała Syrenka” na motywach baśni Hansa Christiana Andersena z muzyką Mikołaja Hertla w reżyserii Jana Bzdawki miała miejsce w Mazowieckim Teatrze Muzycznym 17 marca 2023 r.

## Twórczość

### Tomiki poezji[9]
- 1993 – „Kształt nieistnienia” (Wydawnictwo Unicorn)
- 2000 – „Życie do dna” (Wydawnictwo LUPUS Multimedia ISBN 83-910552-1-3)
- 2002 – „Lubczyk sopocki” (Wydawnictwo LUPUS Multimedia ISBN 83-910552-2-1)
- 2004 – „Herbaciany zapach róż” + CD (Wydawnictwo MTJ ISBN 83-89336-10-3)
- 2011 – „Naga” (Wydawnictwo Dreamland Studio ISBN 978-83-930771-0-6)

## Dyskografia

### Płyty autorskie
- „Czułość”[2]
- „Echa”[2]
- „Herbaciany zapach róż”[2]
- „Sopocki nokturn”[2]
- „Zielony księżyc”[2]
- „Powiedz jej”
- „Kocio mi”
- „Mam na imię Kochana”
- „Dziewczynka”

### Wybrane płyty współautorskie
- „Szał by night” – Ryszard Poznakowski
- „A ja żyję”[2] – Ewa Błoch
- „Ja nie umiem zmieniać przyjaciół” – „Trubadurzy”
- „Wołaj” – Marlena Drozdowska
- „Łatwe życie” – Marlena Drozdowska
- „Moja 50.” – Bohdan Łazuka
- „Mozaika” – Katarzyna Cerekwicka[10]
- „Rarytasy VI” – Maryla Rodowicz[11]
- „Godzina jeszcze młoda” – Iwona Manista-Kutryś

### Najważniejsze piosenki
- „Bądź, jak ptak” (wyk. Mirosław Jędrowski i Danuta Jachyra)
- „I ty któregoś dnia” (wyk. Ryszard Poznakowski)
- „Chałupy welcome to” (wyk. Zbigniew Wodecki)
- „Baw się lalkami” (wyk. Andrzej Zaucha)[12]
- „Dla mnie ty” (wyk. Bohdan Łazuka)
- „To nie jest pora na miłość” (wyk. Monika Borys)
- „Lombardy pełne serc” (wyk. Trubadurzy)
- „Zapomnij mnie” (wyk. Andrzej Dąbrowski)[13]
- „Balonówka z coca-colą” (wyk. Karolina Poznakowska)
- „Niech świat gra tango kochankom” (wyk. Ewa Śnieżanka)
- „Bajdy-znajdy” (wyk. Irena Santor)
- „Słowa na wiatr” (wyk. Piotr Kuźniak)
- „Nie bój się żyć” (wyk. Halina Frąckowiak – II nagroda na Festiwalu Polskiej Piosenki Opole 1991)[14]
- „Ikarowe dzieci” (wyk. Barbara Modzelewska)
- „Co tam łzy” (wyk. Barbara Dziekan)
- „Mały gigant” (wyk. Maryla Rodowicz)[11]
- „Iwo” (wyk. Jacek Skubikowski)
- „Kiedy do nieba szedł Parasolnik” (wyk. Hanna Banaszak)
- „Nie uciekaj mi nadziejo” (wyk. Magdalena Choryło)
- „Coś do kochania” (wyk. Marek Richter)
- „Toniemy” (wyk. Katarzyna Cerekwicka)
- „Wołaj” (wyk. Marlena Drozdowska – Bratysławska Lira 1996)
- „Konie moje” (wyk. Grzegorz Marchowski)
- „Smutny anioł” (wyk. Iwona Manista-Kutryś)
- „Powoje” (wyk. Magdalena Choryło)
- „Czas na miłość” (wyk. Ewa Bem)
- „Życie boli maleńka” (wyk. Grzegorz Marchowski)

## Kompozytorzy
Muzykę do jej tekstów komponowali m.in.: Ryszard Poznakowski, Ryszard Szeremeta, Mikołaj Hertel, Winicjusz Chróst, Henryk Alber, Włodzimierz Korcz, Janusz Hajdun, Włodzimierz Nahorny, Jacek Skubikowski, Tomasz Krezymon, Józef Skrzek, Marek Stefankiewicz, Janusz Szrom, Marcin Nierubiec, Wojciech Zieliński, Grzegorz Marchowski, Janusz Piątkowski, Mirosław Czyżykiewicz, Czesław Majewski, Antoni Czajkowski.

## Wykonawcy
Piosenki z jej tekstami mają w swoim repertuarze m.in.: Ewa Bem, Andrzej Dąbrowski, Marlena Drozdowska, Barbara Dziekan, Edward Hulewicz, Felicjan Andrzejczak, Trubadurzy, Elżbieta Zającówna, siostry Barbara i Maria Winiarskie, Bohdan Łazuka, Maryla Rodowicz, Barbara Modzelewska, Irena Santor, Katarzyna Sobczyk, Irena Woźniacka, Zbigniew Wodecki, Katarzyna Cerekwicka, Magdalena Choryło, Marzena Trybała, Hanna Banaszak, Jacek Skubikowski, Grzegorz Marchowski, Justyna Szafran, Marek Richter, Agnieszka Wilczyńska, Ewa Śnieżanka, Paulina Kinaszewska, Katarzyna Warno.

## Teatr[2]

### Dramy muzyczne
- „To miał być żart” (muz. E. Kornecka)[16]
- „Dell’arte” (muz. A. Zieliński)

### Musicale
- „Żółta Dama – legenda muzyczna” (muz. Mikołaj Hertel) – prapremiera 26 listopada 2021 r. w Mazowieckim Teatrze Muzycznym[5][6], reżyseria: Karol Urbański.
- „Mała Syrenka” (muz. Mikołaj Hertel) – premiera 17 marca 2023 r. w Mazowieckim Teatrze Muzycznym[8], reżyseria: Jan Bzdawka.
- "Dzikie łabędzie (muz. Mikołaj Hertel) – premiera 15 listopada 2024 r. w Mazowieckim Teatrze Muzycznym[17], reżyseria: Tadeusz Kabicz.

### Miniformy teatralne
- „Splot”
- „Spełni się – nie spełni”

## Tłumaczenia
- „I’ll never be alone, czyli Muminek i mleko” wg Tove Jansson

## Filmografia

### Teksty piosenek[4]
- 2005 – serial TVP „Pełną parą” – muz. Tomasz „Snake” Kamiński

## Nagrody i wyróżnienia
- 1991 – I nagroda na Festiwalu Polskiej Piosenki Opole – piosenka „Nie bój się żyć” w wyk. Haliny Frąckowiak
- 1996 – Bratysławska Lira – piosenka „Wołaj” w wyk. Marleny Drozdowskiej
- 2022 – Teatralna Nagroda Muzyczna im. Jana Kiepury w kategorii "Najlepszy spektakl dla młodego widza" za spektakl „Żółta Dama – legenda muzyczna”[7]
- 2023 – Nagroda Miasta Stołecznego Warszawy[18]
- 2024 - brązowy medal „Zasłużony Kulturze Gloria Artis”[19]
- 2024 -- Teatralna Nagroda Muzyczna im. Jana Kiepury w kategorii "Najlepszy spektakl dla młodego widza" za spektakl za musical "Mała Syrenka"[20]